# Hoya exilis
Hoya exilis ist eine Pflanzenart der Gattung der Wachsblumen (Hoya) aus der Unterfamilie der Seidenpflanzengewächse (Asclepiadoideae).

## Merkmale
Hoya exilis ist eine besonders zierliche, epiphytische, kletternde Pflanze mit fadenförmigen, wenig verzweigten Trieben. Die kahlen, im Querschnitt runden Triebe sind nur spärlich beblättert und biegsam. Die ausgebreiteten Blätter sind kurz gestielt, die kahlen, auf der Oberseite leicht rinnigen Blattstiele sind 0,4 bis 0,7 cm lang. Die sehr dünnen Blattspreiten sind elliptisch-lanzettlich, 5 bis 10 cm lang und mittig 1,5 bis 3,3 cm breit. Sie sind auf der Ober- und der Unterseite kahl. Die Basis ist stumpf bis gerundet, der Apex ist lang und spitzenzipflig ausgezogen. Die Blattnervatur besteht aus der prominenten Mittelrippe und je 4 bis 5 Sekundärrippen, die auf beiden Seiten von der Mittelrippe abgehen, und die sich am Ende gelegentlich noch verzweigen.
Der doldenförmige Blütenstand enthält 6 bis 15 Blüten. Die schlanken, kahlen Blütenstandsstiele sind 5 bis 6 cm lang. Die sehr schlanken, fadenförmigen Blütenstiele sind 1,5 bis 2 cm lang. Die eiförmig-lanzettlichen Kelchblätter sind etwa 1 mm lang und außen kahl; der Apex ist spitz. Die grünlich-weiße Blütenkrone hat einen Durchmesser von 1,1 cm. Die Kronblätter sind im basalen Drittel verwachsen. Die rhombisch-eiförmigen Kronblattzipfel sind zurückgebogen, die Apices sind spitz. Sie sind außen kahl, innen nahe der Basis sehr fein flaumig behaart, ansonsten kahl. Die Nebenkrone hat einen Durchmesser von 3 mm. Die länglichen Nebenkronenzipfel sind ausgebreitet. Sie messen von der Spitze des inneren Fortsatzes zum Ende des äußeren Fortsatzes etwa 2 mm. Der innere Fortsatz ist kurz zipflig ausgezogen und aufsteigend, der äußere Fortsatz ist stumpf. Die fleischigen Zipfel sind auf den Seiten gerundet. Die Pollinia sind schief-eiförmig mit breitem, hyalinem äußeren Rand. Die Caudiculae sind kurz, das Corpusculum ist rhombisch und sehr klein.

## Ähnliche Art
Hoya exilis hat in der Blütengröße Ähnlichkeit zu Hoya chloroleuca, unterscheidet sich aber deutlich in der Form der Nebenkronenzipfel und der Blütenfarbe.

## Geographische Verbreitung und Habitat
Die Art kommt in Papua-Neuguinea entlang der Gebirgsbäche des Albo in etwa 300 m über Meereshöhe sowie im Kani-Gebirge in etwa 700 m über Meereshöhe vor. Schlechter fand sie dort auf Bäumen blühend im Juni 1907 und Juni 1908.

## Taxonomie
Das Taxon wurde 1913 von Rudolf Schlechter beschrieben. Die zwei von Schlechter erwähnten Exemplare werden unter den Nummern Schlechter # 17865 (Kani-Gebirge) und #16172 (Abo) im Herbarium des Botanischen Garten Berlin aufbewahrt. Die Datenbank Plants of the World online akzeptiert das Taxon als gültige Art.
Nach Burton gehört Hoya exilis in die Sektion Plocostemma der Gattung Hoya R.Br.